# Puccinia tanaceti
Puccinia tanaceti är en svampart som beskrevs av DC. 1805. Puccinia tanaceti ingår i släktet Puccinia och familjen Pucciniaceae.   Inga underarter finns listade i Catalogue of Life.